# 태원 김씨
태원 김씨(太原金氏)는 한국의 성씨이다.

## 역사
명나라 호부상서(戶部尙書)를 지내고 태원백(太原伯)에 봉해진 김학증(金學曾)의 아들 김평(金坪)이 1627년(조선 인조 4) 조선의 김해에 정착하였다고 한다.

## 인구
- 2000년 800가구에 2,557명
- 2015년 2,585명

## 참고 자료
- 《知識検索 태원김씨 太原金氏》. 斗山世界大百科. 2020년 2월 1일에 원본 문서에서 보존된 문서. 2016년 11월 25일에 확인함.